# Manuel Menéndez
Manuel Menéndez Gorozabel (Lima, 1793 – Lima, 2 maggio 1847) è stato un politico peruviano.
È stato Presidente del Perù dal 18 novembre 1841 al 16 agosto 1842, dal 10 agosto all'11 agosto 1844 e dal 7 ottobre 1844 al 20 aprile 1845.